# Eichholz (Wipperfürth)
Eichholz ist eine Ortschaft in der Gemeinde Wipperfürth im Oberbergischen Kreis im Regierungsbezirk Köln in Nordrhein-Westfalen (Deutschland).

## Lage und Beschreibung
Der Ort liegt im Südwesten der Stadt Wipperfürth zwischen den Bachtälern des Erler Siefens und des Drecker Baches. Nachbarorte sind Erlen, Weinbach Seidenfaden, Klespe und Drecke.
Politisch wird der Ort durch den Direktkandidaten des Wahlbezirks 7.1 (071) südwestliches Stadtgebiet im Rat der Stadt Wipperfürth vertreten.

## Geschichte
1443 wird der Ort erstmals unter der Bezeichnung „Eichholtze“ in einer Einkunfts- und Rechteliste des Kölner Apostelstiftes genannt. Die Karte Topographia Ducatus Montani aus dem Jahre 1715 zeigt zwei Höfe und bezeichnet diese mit „Eichholts“. Die Topographische Aufnahme der Rheinlande von 1825 zeigt auf umgrenztem Hofraum unter dem Namen „Eichholz“ fünf getrennt voneinander liegende Grundrisse.
Im Bereich der Ortschaft steht ein steinerner Fußfall aus der ersten Hälfte des 19. Jahrhunderts, der ein gelistetes Baudenkmal der Stadt Wipperfürth ist. Die Gravur in der am Sockel des Fußfalles angebrachten Metallplatte erinnert an die Gefallenen aus Eichholz.

## Busverbindungen
Über die im Nachbarort Weinbach befindliche Haltestelle der Linien 426 und 429 (VRS/OVAG) ist Eichholz an den öffentlichen Personennahverkehr angebunden.

## Wanderwege
Ein vom Sauerländischen Gebirgsverein mit dem Wegzeichen „Weißes Dreieck im schwarzen Quadrat“ markierter Zugangswanderweg zum Wipperfürther Rundweg führt durch den Ort. Der Weg führt von Wipperfürth bis nach Thier.